# Sarcolaena isaloensis
Sarcolaena isaloensis – gatunek rodzaju Sarcolaena z rodziny Sarcolaenaceae. Występującego naturalnie na Madagaskarze, na terenie dawnej prowincji Fianarantsoa, na obszarze Parku Narodowego Isalo. 
Występuje na obszarze 815.4 km².
Według Czerwonej Księgi jest gatunkiem krytycznie zagrożonym. Traci swoje naturalne siedliska z powodu niekontrolowanych pożarów oraz słabej regeneracji. Jest prawdopodobne, że spadek jego populacji ma związek z rzadkim występowaniem ptaków i kręgowców (głównie lemurów), które rozprowadzają nasiona. Nie jest odporny na zakłócenia środowiska.